# Hazeltine Corporation
Die Hazeltine Corporation war ein amerikanisches Hochtechnologieunternehmen, vor allem für Rundfunk- und Wehrtechnik. Das von 1924 bis 1986 bestehende Unternehmen hatte seinen Sitz in Greenlawn, New York.

## Geschichte

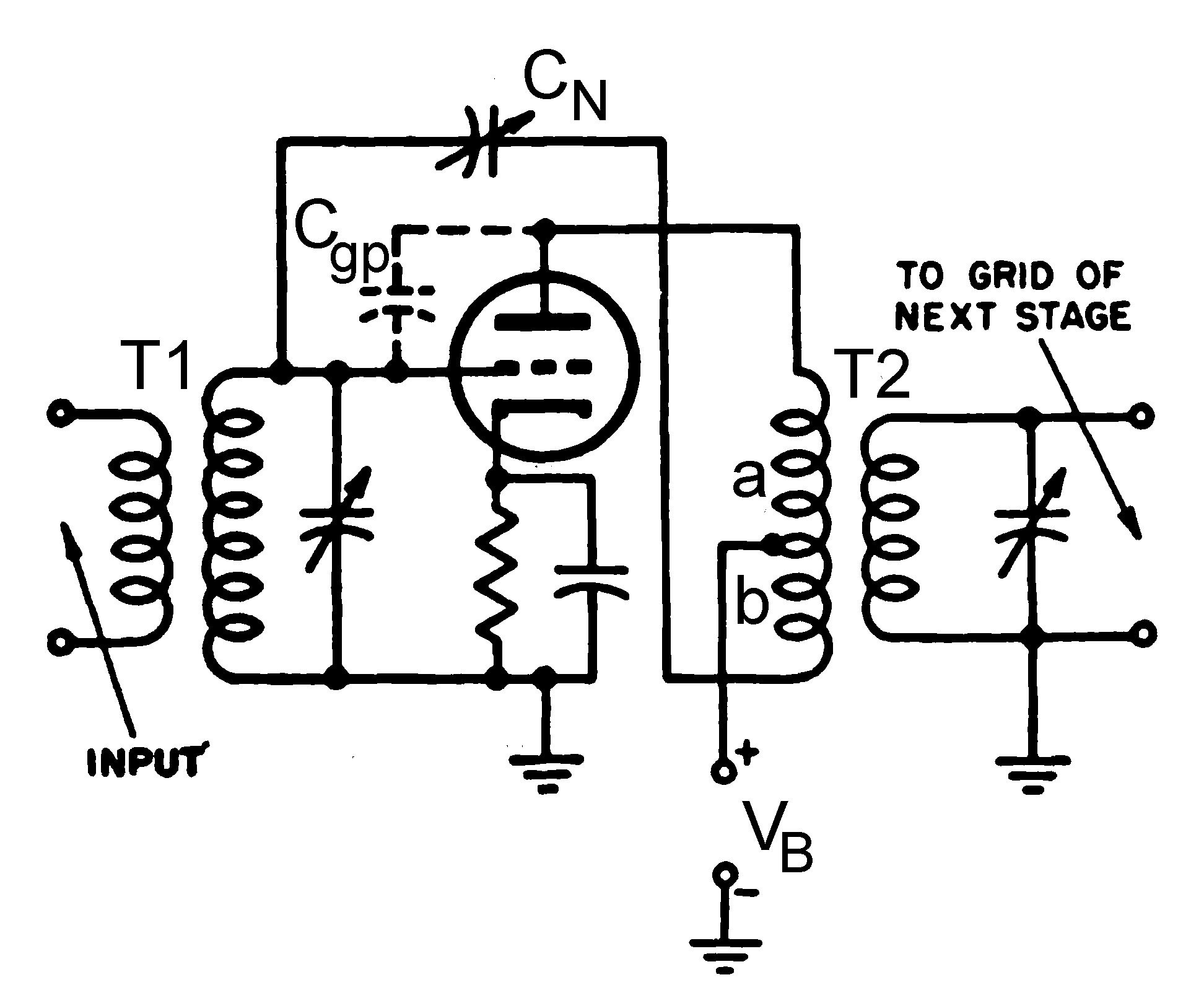
Darstellung des Neutrodyne-Geradeausempfängers.

Louis Alan Hazeltine gründete das Unternehmen 1924, um das von ihm erhaltene Patent für den Neutrodyne-Geradeausempfänger zu verwerten. Mit dem Neutrodyne-Geradeausempfänger konnten Rückkopplungen bei den in frühen Röhrenradios verwendeten Elektronenröhren verhindert werden. Anstatt selbst Radios herzustellen vergab das Unternehmen Lizenzen zur Nutzung der Entwicklung an Produzenten. Der Neutrodyne-Geradeausempfänger entwickelte sich hierdurch in den 1920ern zu einer weitverbreiteten Technik. Als 1927 die Tetrode den Markt erreichte, wurde der Neutrodyne-Empfänger obsolet, aber zu diesem Zeitpunkt waren etwa 10 Millionen Radiogeräte mit Hazeltines Technologie gebaut und vertrieben worden. Hazeltine hatte unterdessen weitere Patente angemeldet, unter anderem hatte das Unternehmen die Automatische Verstärkungsregelung entwickelt. Im Zweiten Weltkrieg entwickelte die Hazeltine Corporation eine radiobasierte Freund-Feind-Erkennung für die Alliierten und entwickelte Radartechnologie für den militärischen Einsatz. Auch nach dem Krieg blieb das Unternehmen ein Rüstungslieferant. Das Unternehmen entwickelte und patentierte wesentliche Grundkomponenten für das Farbfernsehen nach dem NTSC-Standard.

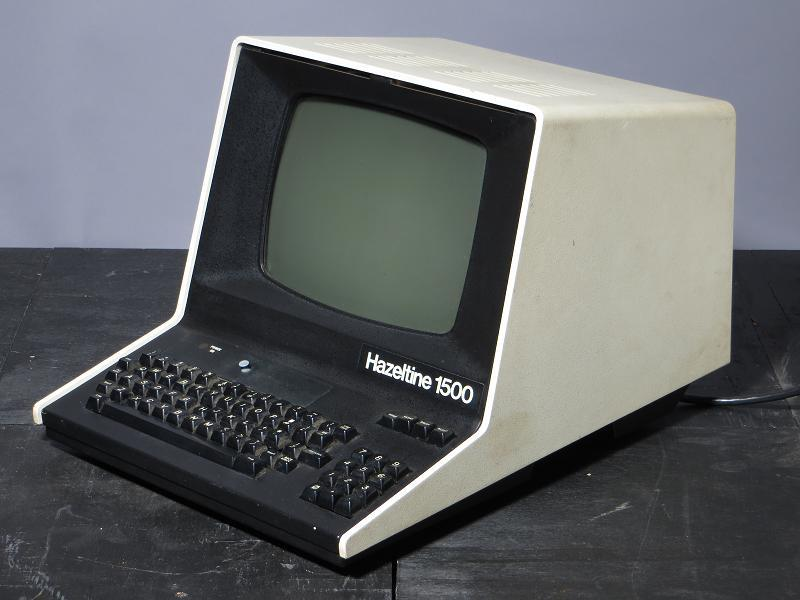
Hazeltine 1500.

 Hazeltine produzierte in den 1970ern kurz Computer. Ab 1976 lieferte das Unternehmen wesentliche Komponenten für das von Boeing gefertigte AWACS-System. Zwei Drittel des 133-Millionen-Dollar-Umsatzes 1980 waren Rüstungsprodukten geschuldet.
1986 wurde Hazeltine von Emerson Electric Corporation aufgekauft. Emerson veräußerte 1996 die Rüstungssparte an General Electric Company (GEC), welches diese als Tochterunternehmen GEC-Marconi Hazeltine weiterbestehen ließ. Nach einer Verschmelzung mit British Aerospace hörte der Firmenname Hazeltine auf zu bestehen.

## Ehrungen
Die Hazeltine Corporation wurde bei der Oscarverleihung 1970 für ihre Beiträge zur Film- und Fernsehtechnik mit dem Oscar für Wissenschaft und Entwicklung ausgezeichnet.